# 애니라세탐
애니라세탐(Aniracetam)은 누트로픽의 일종으로서 드라가논 또는 사펄이라는 상표명으로도 불린다. 라세탐의 일종이며 지방에 잘 녹는다. 애니라세탐은 일본에서 많이 사용되고 있다. 동물과 알츠하이머 환자에게서 테스트되었지만 정상인의 경우에 테스트되지는 않았다.